# Jordan’s Castle

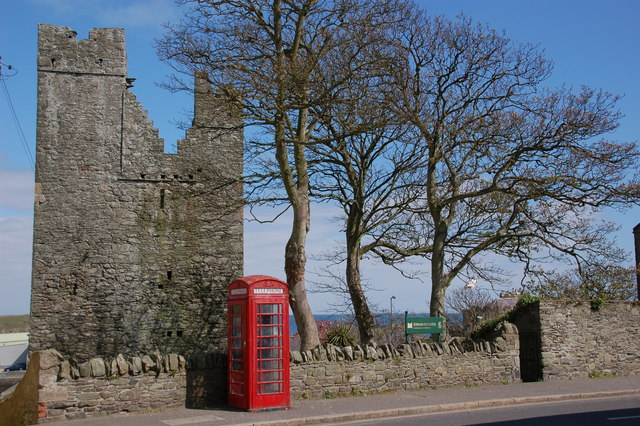
Gesamtsicht

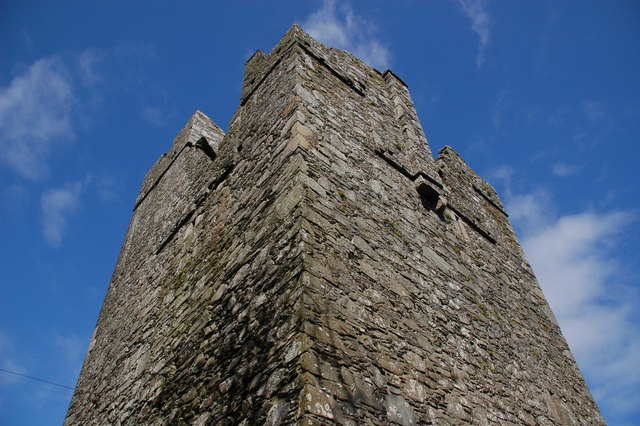
Ein Turm

Die Ruine von Jordan’s Castle steht am Hafen von Ardglass im County Down in Nordirland. Aus einer Gruppe von früher sieben, heute noch vier Turmhäusern, die Hauptmerkmale des Stadtbildes sind, ragt Jordan’s Castle heraus. Ardglass war ein wichtiger Hafen im anglo-normannischen Ulster.
Das angeblich von John de Courcy (um 1160–1219) nach der anglonormannischen Eroberung erbaute erste Turmhaus soll im Jahre 1210, beim Kriegszug gegen Hugh de Lacy (1176–1242) die Herberge von König Johann I. gewesen sein. Die Burgen bei den Häfen von Carrickfergus im County Antrim und Dundrum im County Down können ihm sicher zugewiesen werden. Simon Jordan, ein Mitglied der im Besitz des Turms befindlichen Händlerfamilie, wurde dort während des von Aodh Mór Ó Néill, 2. Earl of Tyrone angeführten Tyrone-Aufstandes drei Jahre lang von den O’Neills belagert, bis er 1601 von Charles Blount, 8th Baron Mountjoy (1563–1606) entsetzt wurde.
Im heutigen Zustand zeigt sich Jordan’s Castle als ein etwa 1450 erbautes vierstöckiges, aus Sandstein errichtetes Turmhaus, mit vorspringenden Treppen- und Latrinentürmchen an der Nordseite und Pechnasen (engl. machicolation) dazwischen. Es wurde 1911 von dem Antiquitätensammler Francis Josef Biggar erworben und mehr oder weniger vollständig restauriert.
Im Ort gibt es noch die Burgen und Überreste von Ardglass, Cowd und Margarets Castle.